# 森安九段刺殺事件
森安九段刺殺事件（もりやすくだんしさつじけん）とは、1993年11月23日に将棋棋士の森安秀光九段（当時44歳）が自宅で殺害された事件。

## 概要
1993年11月23日午前8時50分ごろ、兵庫県西宮市獅子ヶ口町にある森安の自宅の書斎で森安の刺殺体が妻（当時40歳）によって発見された。妻が警察に電話しようとすると、包丁を持った中学1年生の長男（当時12歳）に襲われ、首に全治2週間の怪我を負った。なんとか長男から包丁を奪ったものの、長男は家から逃走した。これを受けて西宮警察署は長男を重要参考人として行方を追跡した。
11月24日午後3時過ぎ、西宮警察署が逃走していた長男を森安の自宅から約7km離れた鳴尾町1丁目のゲームソフト店で発見、保護した。長男は同日午後2時半ごろに来店。顔見知りの店長に「（事件のことは）誤解です」と訴えた後、「一週間ほど泊めてほしい」と依頼したという。
司法解剖の結果、森安の死因は胸を刺されたことによる失血死で、死亡推定時刻は11月22日午後5時過ぎであることが判明した。
警察に保護された長男は、受験勉強を課していた父を批判する言葉を口にした。事件直後、長男は「あんなに怒られては僕の立場、逃げ場がない」と母親に言い放っていた。国立大学付属中学校に通う長男は父親から灘高等学校から東京大学進学を望まれ、進学塾にも通っていたが成績はふるわず、最高位棋士として活躍していた父親も数年前にA級から陥落するなどスランプ状態が続いており、家で昼間から酒を飲んで過ごすことも多く、父子の間で言い争いも絶えなかったという。

## 事件後
警察に補導された長男は「お父さんが亡くなったのは知っているが、なぜ死んだかわからない」などと父親刺殺を否認、部屋から血の付いたトレパンなどが発見されたが、かたくなに否認した。
1994年1月24日、西宮児童相談所は長男の処遇を決めたと発表した。しかし、処遇の詳細は「プライバシーにかかわる」として一切公開しなかった。
その処遇については少年法により公表はされていない。医療少年院に入り、カウンセリングが続けられたとも言われている。

## その他
森安は1993年の第52期順位戦B級1組では4勝3敗と4位につけていた。しかし、殺害されたことにより残り4局の相手（大内延介・富岡英作・青野照市・村山聖）は不戦勝となった。また、通常2名の降級枠が1名となっていた（前年に大山康晴が死去したことによる）が、3勝に終わった2名を上回り、「残留相当」の成績となったため、翌第53期順位戦B級1組は1名欠員となった。